# Simpur Jaya
Simpur Jaya is een bestuurslaag in het regentschap Aceh Tenggara van de provincie Atjeh, Indonesië. Simpur Jaya telt 389 inwoners (volkstelling 2010).